# Близу
Близу је други студијски албум српске поп певачице Тијане Богићевић, издат као самиздат 14. јуна 2022. године, и у питању је дигитално издање. Већина песама има музичке спотове објављене ја јутјуб каналу певачице, а на албуму се налази и дует Ширина са Александром Милутиновић, која је и компоновала и написала већину песама на албуму, и у дуету се први пут опробала као извођач. На албуму је радио и Душан Алагић.

## Списак песама
| №  | Назив           | Текст                                | Музика                               | Трајање |  |
| 1. | Близу           | Александра Милутиновић               | Александра Милутиновић               | 3:17    |  |
| 2. | Велики прасак   | Александра Милутиновић               | Александра Милутиновић               | 3:07    |  |
| 3. | Ширина          | Александра Милутиновић               | Дарко Димитров                       | 3:08    |  |
| 4. | Умем            | Александра Милутиновић               | Александра Милутиновић               | 4:02    |  |
| 5. | Поново љубав    | Душан Алагић                         | Душан Алагић                         | 3:30    |  |
| 6. | Чујемо се некад | Александра Милутиновић               | Александра Милутиновић               | 3:21    |  |
| 7. | Готово          | Душан Алагић                         | Душан Алагић                         | 4:07    |  |
| 8. | Јавна тајна     | Александра Милутиновић               | Александра Милутиновић               | 4:06    |  |
| 9. | Разочарао       | Душан Алагић, Александра Милутиновић | Душан Алагић, Александра Милутиновић | 3:55    |  |